# Reinhart Koselleck
Reinhart Koselleck (Görlitz, 23 de abril de 1923 — Bad Oeynhausen, 3 de fevereiro de 2006) foi um historiador alemão do pós-guerra, destacando-se como um dos fundadores e o principal teórico da história dos conceitos.

## Biografia
Reinhart Koselleck, aos 11 anos, entrou para a Juventude Hitlerista em 1934, e em 1941, após concluir o Gymnasium, voluntariou-se para o serviço militar no exército alemão. Inicialmente enviado ao front russo, serviu nas divisões de artilharia. Durante a marcha para Stalingrado, em 1942, Koselleck sofreu um acidente que o afastou do combate, tendo seu pé atropelado por um caminhão e sendo transferido para funções em unidades antiaéreas na França. No entanto, no final da guerra, retornou ao front como soldado de infantaria. Em 1º de maio de 1945, sua divisão se rendeu ao Exército Vermelho e foi enviada para Auschwitz, onde Koselleck vivenciou as atrocidades do campo de concentração. Posteriormente, ele foi deportado para um campo de trabalho no Cazaquistão soviético, de onde foi liberado um ano e meio depois devido a invalidez causada por seu ferimento no pé.
As suas investigações, ensaios e monografias cobrem um vasto campo temático. No geral, pode-se dizer que a obra de Koselleck gira em torno da história intelectual da Europa ocidental do século XVIII aos dias atuais. Também é notável o seu interesse pela teoria da história. Koselleck estudou história, filosofia, direito público e sociologia em Heidelberg e Bristol. Dentre os professores que mais influenciaram a sua formação acadêmica encontram-se nomes como os de Martin Heidegger, Carl Schmitt, Karl Löwith, Hans-Georg Gadamer, Werner Conze, Alfred Weber, Ernst Forsthoff e Viktor Freiherr von Weizsäcker.
Koselleck é um dos mais importantes nomes associados à chamada história dos conceitos, e boa parte da sua obra concerne à história intelectual, social e administrativa da Prússia e da Alemanha nos séculos XVIII e XIX. Tornou-se conhecido pela sua tese doutoral Crítica e crise. Um estudo acerca da patogênese do mundo burguês , defendida em 1954 e publicada em 1959. Além disso, juntamente com Otto Brunner e Werner Conze, foi um dos coeditores do léxico Conceitos Históricos Básicos.

## Obra
- 1967 - Prússia entre Reforma e Revolução (Preußen zwischen Reform und Revolution) ISBN 3-12-905050-7
- 1972-1997 - Conceitos Históricos Básicos: léxico histórico sobre linguagem político-social na Alemanha (Geschichtliche Grundbegriffe. Historisches Lexikon zur politisch-sozialen Sprache in Deutschland, coeditado por Otto Brunner e Werner Conze)
- 1973 - Crítica e crise. Um estudo acerca da patogênese do mundo burguês (Kritik und Krise - Eine Studie zur Pathogenese der bürgerlichen Welt) ISBN 3-518-07636-1
- 1979 - Futuro Passado: Contribuição à semântica dos tempos históricos (Vergangene Zukunft - Zur Semantik geschichtlicher Zeiten) ISBN 3-518-06410-X
- 1982 - Europa na Era das Revoluções europeias (Europa im Zeitalter der europäischen Revolutionen) ISBN 3-596-60026-X
- 1994 - O culto da morte política: memoriais de guerra nos tempos modernos (Der politische Totenkult: Kriegerdenkmäler in der Moderne) ISBN 3-7705-2882-4
- 1997 - A história inoportuna de Goethe (Goethes unzeitgemäße Geschichte) ISBN 3-925678-67-0
- 1997 - Experiência da história (Expérience de l'Histoire) ISBN 2-02-031444-4
- 1998 - Sobre a iconologia política da morte violenta. Uma comparação franco-alemã (Zur politischen Ikonologie des gewaltsamen Todes. Ein deutsch-französischer Vergleich) ISBN 3-7965-1028-0
- 1999 - Contornos europeus da história alemã. Dois ensaios (Europäische Umrisse deutscher Geschichte. Zwei Essays) ISBN 3-925678-86-7
- 2002 - A Prática da História Conceitual: Temporalização, História, Conceitos espacializantes (Memória Cultura no Presente) (The Practice of Conceptual History: Timing, History, Spacing Concepts (Cultural Memory in the Present)) ISBN 0-8047-4022-4
- 2003 - Estratos do tempo. Estudos sobre História (Zeitschichten. Studien zur Historik) ISBN 3-518-29256-0
- 2006 - Histórias dos conceitos (Begriffsgeschichten) ISBN 3518584634

### Traduções para o português
- 1999 - Crítica e crise. Rio de Janeiro: Contraponto Editora. ISBN 978-85-85910-25-9
- 2006 - Futuro passado: contribuição à semântica dos tempos históricos. Rio de Janeiro: Contraponto Editora. ISBN 978-85-85910-83-9
- 2013 - O conceito de História. Coautoria de Christian Meier, Horst Günther e Odilo Engels. Tradução de René Gertz. Belo Horizonte: Editora Autêntica. ISBN 9788582171509
- 2014 - Estratos do tempo: estudos sobre história. Contraponto Editora. ISBN 8578660994

## Prêmios e honrarias
- 1989 - Doutor honoris causa pela Universidade de Amsterdã.
- 1993 - Medalha de honra da École des hautes études en sciences sociales, Paris.
- 1998 - Membro honorário da Academia de Ciências da Hungria.
- 1999 - Prêmio Sigmund Freud de prosa acadêmica.
- 2003 - Historikerpreis da cidade de Münster.
- 2003 - Doutor honoris causa pela Universidade de Paris VII - Denis Diderot.
- 2005 - Doutor honoris causa pela Universidade de Timişoara, Romênia.